# Radium Lake
Der Radium Lake ist ein See im Sx̱ótsaqel/Chilliwack Lake Park im Südwesten der kanadischen Provinz British Columbia, unweit der Grenze zu den Vereinigten Staaten, im Fraser Valley Regional District. Der See befindet sich im nordöstlichen Bereich der Skagit Range, westlich des 2164 m hohen Mount Webb. Der Radium Lake entwässert über den Radium Creek in nördliche Richtung und mündet unterhalb des Chilliwack Lake in den Chilliwack River.
Der See ist über den über 8 km langen Radium Lake Trail erreichbar. Am See befindet sich ein Zeltplatz mit 5 Plätzen.
Die nächstgelegene größere Stadt ist das etwa 35 km Luftlinie westnordwestlich gelegene Chilliwack.